# Walton Goggins
Walton Sanders Goggins, Jr. és un actor estatunidenc nascut el 10 de novembre de 1971.
És un actor conegut principalment pel seu papers a les sèries de la FX Networks, com a Vic Mackey, on interpreta el detectiu Shane Vendrell i com a El miracle de Santa Anna, on interpreta el racista i egoista capità Nokes. El 2001 va produir el curt metratge The Accountant amb el qual va aconseguir un Oscar al millor curt d'acció en viu. Va recollir el premi amb Ray McKinnon i Lisa Blount.

## Vida i carrera professional
Walton Goggins va néixer a Birmingham, Alabama, el 10 de novembre de 1971. Va créixer a Lithia Springs, Geòrgia. Viu a Los Angeles des dels 20 anys.
Goggins és un actor aclamat per la crítica (nominat pels Crítics de Televisó pel Premi al Millor Actor Dramàtic el 2009). Prepara els seus papers de forma intensa. També es va elogiar el seu treball com Shane Vendrell, a Vic Mackey, que va esdevenir un aparador del seu particular estil realista d'actuació. Sovint es troba personatges difícils en la seva humanitat. Una vegada, parlant sobre els nois dolents va dir que s'identifica amb ells.
Goggins també és un premiat director de cinema. Té una empresa de producció (Ginny Mule Fotos) amb el seu soci Ray McKinnon. Junts han realitzat quatre pel·lícules: un curt, The Accountant (va guanyar l'Oscar el 2003) Chrystal (Sundance al millor drama), Randy and the Mob i That Evening Sun (Premi Especial del Jurat South by Southwest 2009). Actualment està treballant amb Ray McKinnon en un nou programa de televisió anomenat Rectify. Goggins serà qui el portarà i AMC Television ha comprat el guió del pilot escrit pel seu company Ray McKinnon. És un àvid fotògraf i va crear un bloc que durant un llarg viatge per tota l'Índia. És un àvid viatger. Ha viatjat per l'Índia, Vietnam, Cambotja, Tailàndia, Amèrica Central i Marroc.
És un membre actiu de diverses organitzacions no governamentals de defensa del medi ambient i de missions humanitàries. Assisteix regularment a actes de la Global Green USA. Va començar a participar en qüestions ambientals després de veure el documental The 11th Hour que tracta la crisi ambiental i que va ser dirigit per Nadia Conners. També és conegut per ser seguidor de la tasca de l'expresident Jimmy Carter que també és de l'estat de Geòrgia. En les eleccions presidencials de 2008, va fer campanya per al senador Barack Obama, anant de porta en porta pel veïnat de Los Angeles.
Va perdre la seva dona Leanne Goggins en un tràgic accident el 2004.

## Filmografia
|  | Any  | Pel·lícula                                                         | Paper                     | Notes                                   |
|  | ---- | ------------------------------------------------------------------ | ------------------------- | --------------------------------------- |
|  | 2015 | The hateful eight                                                  |                           |                                         |
|  | 2012 | Django Unchained                                                   |                           |                                         |
|  | 2011 | Straw Dogs                                                         | Daniel                    |                                         |
|  | 2010 | Predators                                                          | Stans                     |                                         |
|  | 2010 | Damage                                                             | Reno                      |                                         |
|  | 2009 | CSI: Miami                                                         | Sean Echols               | Sèrie de TV                             |
|  | 2009 | That Evening Sun                                                   | Paul Meecham              |                                         |
|  | 2009 | Criminal Minds                                                     | John Cooley               | Sèrie de TV                             |
|  | 2008 | Winged Creatures                                                   | Zack                      |                                         |
|  | 2008 | Miracle at St. Anna                                                | Nokes                     |                                         |
|  | 2007 | CSI: Crime Scene Investigation                                     | Marlon Frost              |                                         |
|  | 2007 | Veronica Mars                                                      | Agent de l'FBI            | Temporada 4, el pilot. No s'ha emés mai |
|  | 2006 | Randy and The Mob                                                  | Tino Armani               |                                         |
|  | 2005 | The World's Fastest Indian                                         | Marty Dickerson           |                                         |
|  | 2004 | Chrystal                                                           | Larry                     |                                         |
|  | 2003 | Apple Jack                                                         | Moe Danyou                |                                         |
|  | 2003 | House of 1000 Corpses                                              | Diputat Steve Nash        |                                         |
|  | 2003 | 4 Selections from Plimpton County's Tuff Truck Jamboree            | Narl                      |                                         |
|  | 2002 | El cas Bourne                                                      | Research Tech             |                                         |
|  | 2002 | Beyond the Prairie, Part 2: The True Story of Laura Ingalls Wilder | Almanzo Wilder            | Sèrie de TV                             |
|  | 2002 | Vic Mackey                                                         | Detectiu Shane Vendrell   | Sèrie de TV. Temporades del 2002-2008   |
|  | 2001 | Joy Ride                                                           | Oficial de policía        | Al DVD s'han afegit més imatges         |
|  | 2001 | Daddy and Them                                                     | Tommy Christian           |                                         |
|  | 2001 | S'ha escrit un crim: L'últim home lliure                           |                           | Sèrie de televisió                      |
|  | 2001 | The Accountant                                                     | Tommy O'Dell              |                                         |
|  | 2000 | Shanghai Noon                                                      | Wallace                   |                                         |
|  | 2000 | Red Dirt                                                           | Lee Todd                  |                                         |
|  | 2000 | The Crow: Salvation                                                | Detective Stan Roberts    |                                         |
|  | 2000 | Beyond the Prairie: The True Story of Laura Ingalls Wilder         | Almanzo Wilder            | Sèrie de televisió                      |
|  | 1999 | Wayward Son                                                        |                           |                                         |
|  | 1998 | Major League: Back to the Minors                                   | Billy 'Downtown' Anderson |                                         |
|  | 1997 | Switchback                                                         | Bud                       |                                         |
|  | 1997 | Painted Hero                                                       | Roddy                     |                                         |
|  | 1997 | The Apostle                                                        | Sam                       |                                         |
|  | 1996 | The Cherokee Kid                                                   | Jim Bob, Carver Gang      | Sèrie de Televisió                      |
|  | 1996 | Humanoids from the Deep                                            | Rod                       | Sèrie de Televisió                      |
|  | 1995 | Wing Commander IV: The Price of Freedom                            | Border World pilot #3     | VG                                      |
|  | 1995 | JAG                                                                | Com Officer               |                                         |
|  | 1994 | El nou Karate Kid (The Next Karate Kid)                            | Charlie                   |                                         |
|  | 1993 | For Love and Glory                                                 | Buck                      | Sèrie de Televisió                      |
|  | 1993 | Alex Haley's Queen                                                 | Soldat jove confederat    | Sèrie de televisió. No surt als crèdits |
|  | 1992 | Forever Young                                                      | Gate MP                   |                                         |
|  | 1992 | Mr. Saturday Night                                                 | Shaky kid                 | No surt als crèdits                     |
|  | 1992 | Stay the Night                                                     | Wayne Seagrove            | Sèrie de televisió                      |
|  | 1990 | Murder in Mississippi                                              | Lyle                      | Sèrie de televisió                      |